# S.O.D. (banda)
S.O.D. (Stormtroopers of Death, Tropas de Asalto de la Muerte) fue una banda estadounidense de crossover thrash fundada en 1985 en Nueva York y disuelta en 2002. Vendieron más de 1 millón de discos sólo en Estados Unidos.
S.O.D. fue un proyecto paralelo en el que trabajabaron miembros de bandas como Anthrax y Nuclear Assault, con tintes de humor negro, que se reagruparon de manera esporádica para grabar un nuevo álbum.
Su primer disco Speak English or Die, un disco polémico por ser "políticamente incorrecto", ya que sus temas tratan asuntos sexistas y racistas en forma humorística, aunque en comentarios de algunos de sus miembros dicen que las letras de S.O.D son en broma, que ellos no son racistas, por ejemplo en la letra de la canción del mismo nombre del disco dice en una de sus estrofas:
"You always make us wait / "Ustedes siempre nos hacen esperar

You're the ones we hate / Ustedes son los que nosotros odiamos

You can't communicate / Ustedes no se pueden comunicar

Speak English Or Die" / Habla inglés o muere"

La canción "Speak English or Die" es parodiada por la banda Concrete sox, la canción parodia es "Speak Siberian or Die" (Habla siberiano o muere), luego en el año 2000 la banda japonesa Yellow Machinegun crea otra parodia llamada "Speak Japanese or Die" (Habla japonés o muere)
En su tercer disco Bigger than the devil que muestra en la portada al sargento D (mascota de S.O.D) manejando a un humano con una cuerda hacia demonio cristiano, la portada es una parodia a la del disco The Number of the Beast de Iron Maiden, la única diferencia es con respecto a las mascotas.
En este disco se mantiene la misma trama de humor negro que caracteriza a la banda desde sus inicios y que lo lleva aún.
En 2000 publicaron un sencillo con el título Seasoning the Obese, su portada es una parodia al disco de la banda de thrash metal Slayer, Seasons in the abyss, este sencillo contiene dos canciones.
En el año 2001 publican a través de Nuclear Blast Records el DVD "Kill Yourself - The Movie" cuya portada también es una parodia, específicamente del disco debut Appetite For Destruction de la banda Guns n' Roses

## Historia
Después de comenzar el trabajo en Spreading the Disease, Scott Ian se puso a dibujar imágenes de un personaje conocido como "Sargento D", y estos dibujos solía tener lemas como "Yo no soy racista, odio a todos por igual, así que jodete" o "Habla Inglés o Muere", y Ian también escribía letras sobre este personaje.
Scott Ian decide formar una banda de hardcore basado en el "Sargento D", entonces reclutó al batería de Anthrax Charlie Benante, y al exbajista de Anthrax Dan Lilker y de vocalista a Billy Milano.
En 1999 un segundo álbum de estudio fue hecho "Bigger than the devil" en el que mantiene su humor negro, en el año 2001 fue realizado en DVD "Speak english or Live"
En el año 2002 las revistas especialistas en Heavy Metal reportaron que S.O.D había acabado debido a desacuerdos entre Scott Ian y Billy Milano. Ian y Benante regresaron a Anthrax y Milano continuó con su proyecto M.O.D, Lilker siguió con muchas otras bandas.
Un dato curioso en S.O.D es que sacaban disco cada 7 años, y por este motivo los fans de la banda esperaban un nuevo disco en el 2006.

## Miembros
- Billy Milano - Vocal y Guitarra; M.O.D.
- Scott Ian - Guitarra; - Anthrax
- Dan Lilker - Bajo; -Nuclear Assault;
- Charlie Benante - Batería; -Anthrax

## Discografía
- Speak English or Die (1985)
- Live at Budokan (1992)
- Bigger than the Devil (1999)
- Speak English or Die - The Platinum Edition (2000)
- Speak English or Die - 20th Anniversary Edition (2005)
- Rise of the Infidels (2007)

- Datos: Q519031